# Santalum spicatum
Pour les articles homonymes, voir Santalum et Spicatum.
Espèce
Classification APG III (2009)

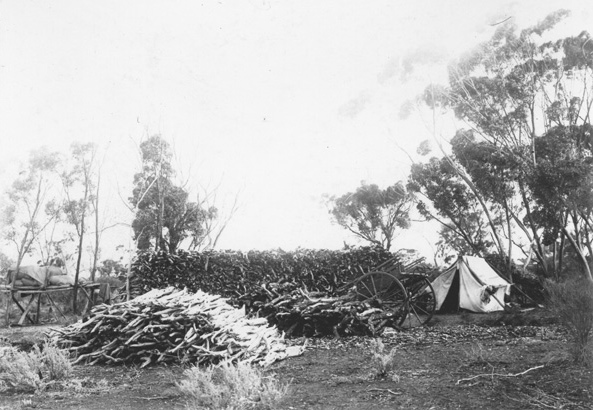
Tas de bois de santal dans la Wheatbelt en Australie occidentale

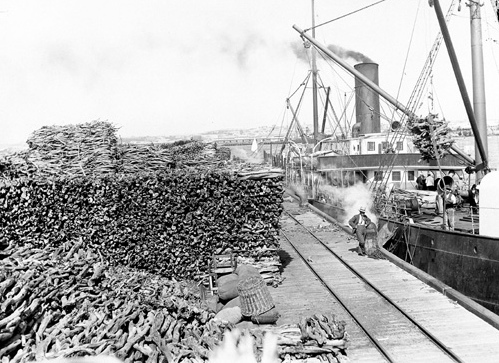
Exportation des bois à Fremantle en 1905

Santalum spicatum, communément appelé « bois de santal australien » est un arbre originaire des régions semi-arides du sud et de l'ouest de l'Australie. Il est utilisé pour son bois et surtout pour ses huiles employées en médecine et dans l'alimentation. C'est l'une des quatre espèces de bois de santal trouvées en Australie.

## Description
Il appartient à la famille des Santalaceae et a la même distribution que le quandong (Santalum acuminatum) et comme lui est un hémiparasite pompant les nutriments dont il a besoin dans les racines de son hôte. C'est un buisson ou un arbre qui peut atteindre 6 mètres de haut et qui supporte le sel et la sècheresse. Le feuillage est gris vert. Le fruit est sphérique, mesurant environ trois centimètres de diamètre, de couleur orange. Une amande comestible entourée d'une coque dure forme le centre du fruit. La graine germe en période chaude et humide. La mise en valeur des terres pour l'agriculture a fait fortement diminuer sa population. Les huiles produites par l'arbre contiennent des produits chimiques qui peuvent être utilisées comme antiseptiques.

## Commercialisation
Le ramassage et l'exportation de cet arbre ont constitué pendant longtemps une importante source de revenu pour l'économie de l'Australie occidentale et est à l'origine d'une partie de la colonisation de l'intérieur du pays.
Des recherches sont faites par des laboratoires publics ou privés pour la culture et l'exploitation chimique de ses huiles,.  
Les nouvelles plantations ont commencé. L'huile est produite à Mount Romance à Albany.
Les surfaces plantées sont passées de 7 à 70 km² entre 2000 et 2006 et l'on envisage une exportation de 2 000 tonnes de bois par an.

## Culture
La graine est assez difficile à faire germer et semble dépendre des cycles d'El Niño. Il semble que l'on puisse faire germer les graines en les plaçant dans de la vermiculite humide, enfermées dans un sac plastique et à l'intérieur de la maison. Une fois germées, les plantules doivent être placées dans un terrain adapté et arrosées de façon adéquate.